# Phoenix Raceway

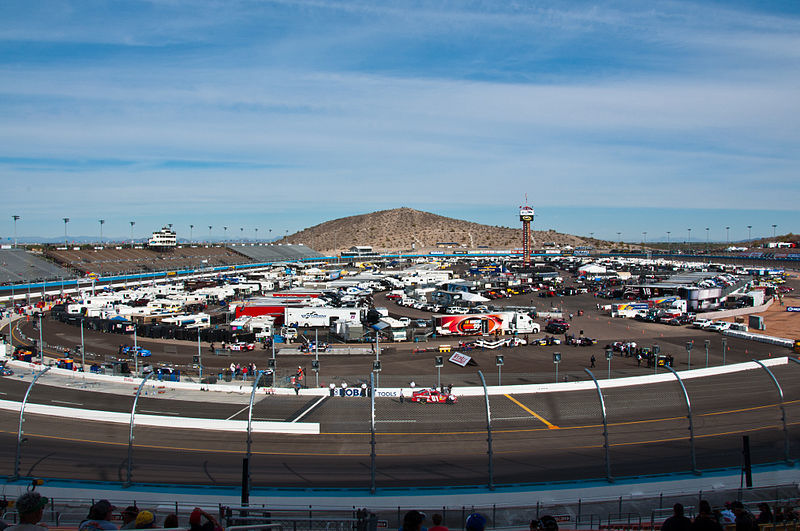
Imagem do circuito.

Phoenix International Raceway (PIR) é um autódromo situado na cidade de Avondale, próximo a cidade de Phoenix no estado do Arizona nos Estados Unidos.
Aberto em 1964, possui um formato oval diferente dos outros autódromos com 3 curvas de raios diferentes e inclinações de 11 e 9 graus divididas entre elas.
Foi usada pela Indy Racing League até 2005, e retornou ao calendário em 2016. Atualmente recebe provas da NASCAR, IndyCar Series e da Grand American Road Racing Association. Pela NASCAR recebe 5 provas sendo 2 da Sprint Cup, 2 da Xfinity Series e 1 da Camping World Truck Series, e pela IndyCar recebe o Phoenix Grand Prix 250.